# Parque nacional Sayram-Ugam
El parque nacional Sayram-Ugam (kazajo: Сайрам-Өгем ұлттық паркі) (también: Sairam-Ugam) es una región montañosa de las montañas del oeste de Tian Shan, en la frontera con Uzbekistán. El parque nacional Ugam-Chatkal de Uzbekistán está al otro lado de la frontera, y la Reserva Natural Aksu-Zhabagly de Kazajistán está directamente al noreste a lo largo de la frontera. La zona tiene altos niveles de diversidad de especies, que cubre comunidades florales desde zonas esteparias hasta zonas de gran altura. Es particularmente conocido por los bosques de enebro y los rodales de árboles frutales y de nogales. Sayram-Ugam se encuentra en el distrito de Kazygurt, en el distrito de Tole Bi y en el distrito de Tulkibas en la región de Kazajistán del sur. El límite del parque se encuentra a 30 kilómetros (19 millas) al sureste de la ciudad de Shymkent, y 50 km al noreste de la capital uzbeca de Taskent.

## Topografía
Sayram-Ugam está situado en la vertiente norte y en las estribaciones de las montañas occidentales de Tian Shan, que incluyen la cordillera Ugam, las montañas Karatau, Boraldaytau y Talas Alatau. El nombre se debe a la cercana ciudad histórica de Sayram y en la cordillera de Ugam. El parque está oficialmente dividido en cuatro sectores: una zona ambientalmente protegida (55%), una zona de actividad económica limitada, una zona para actividades recreativas y turísticas (13%) y un área de estabilización ambiental (9%).

## Ecorregion
El parque se encuentra en la ecorregión de bosques abiertos de Gissaro-Alai (WWF # 0808), que cubre la zona montañosa ocupada por el sur de Kazajistán, Kirguistán occidental, Tayikistán y Uzbekistán, en las cadenas montañosas de Pan Shen y Tian Shen. La ecorregión es conocida por su clima favorable para los árboles frutales como el nogal, el pistacho, los perales, los almendros, manzanos y cerezos.

## Clima
El clima en la región de Sayram-Ugam es un "Clima Frío y Semiárido" (Clasificación Koeppen BSk). Este clima es característico de zonas esteparias, intermedio entre climas desérticos y húmedos. Típicamente, la precipitación está justo por encima de la evapotranspiración.
En la región de Sayram-Ugam, las temperaturas pueden variar desde un promedio de -1.9 °C (28.6 °F) en enero a 25.9 °C (78.6 °F) en julio. La precipitación promedio es de 362 mm por año, con variaciones debido a la altitud y la ubicación.

## Flora y fauna
El parque tiene siete zonas de altitud natural, que van desde la estepa de montaña hasta los picos alpinos y glaciares. Aproximadamente un tercio del parque está cubierto de bosques, incluidos los escasos bosques de enebro. La tierra no forestal incluye picos rocosos y más de 11 km² de glaciares. El área es conocida por tener muchas variedades silvestres de árboles frutales y de frutos secos muy conocidos: manzana, pera, nuez, ciruela y uva. Los científicos han registrado 1.635 especies de plantas en el parque, 35 de las cuales son endémicas. De las 59 especies de mamíferos conocidas en el parque, 22 son roedores, incluidos el ratón doméstico, el ratón de campo y la rata de Turquestán. Entre los depredadores están al zorro, lobo y el chacal. Hay cabras de montaña, jabalíes y corzos, pero la caza en el pasado ha reducido su presencia en algunas montañas.

## Turismo
Aunque gran parte del área está protegida para la conservación de la naturaleza, hay 10 rutas turísticas en el parque. Las rutas están adecuadas para el senderismo, a caballo y, en algunos tramos para autobuses. Las rutas de senderismo van de 7 a 72 km. Las instalaciones incluyen campamentos, senderos, plataformas de observación, baños y saunas, yurtas para alquilar (sin servicios), un hotel y acceso a guías y traductores.